# 扎布赞村委员会
扎布赞村委员会（俄语：Забузанский сельсовет）是俄罗斯联邦阿斯特拉罕州克拉斯内亚尔区所属的一个村委员会。其下辖有4个居民点，行政中心为扎布赞。据2015年统计，该村委员会的人口为2198人。